# Greucourt
Greucourt ist eine Commune déléguée in der französischen Gemeinde La Romaine mit 78 Einwohnern (Stand: 1. Januar 2022) im Département Haute-Saône in der Region Bourgogne-Franche-Comté.

## Geographie
Greucourt liegt auf einer Höhe von 212 m über dem Meeresspiegel, 1,5 Kilometer südlich von Fresne-Saint-Mamès und etwa 35 Kilometer nordnordwestlich der Stadt Besançon (Luftlinie). Das Straßenzeilendorf erstreckt sich im Südwesten des Départements, im Saônebecken, am westlichen Rand der Talniederung der Romaine.
Vom Flusslauf erstreckt sich das Gebiet nach Süden über einen rund 20 m hohen Steilhang auf das angrenzende Plateau, das durchschnittlich auf 225 m liegt und landwirtschaftlich genutzt wird. Das Plateau ist aus Sedimenten der oberen Jurazeit aufgebaut.
Zur Commune déléguée Greucourt gehört ein Teil des Weilers Estravaux (209 m) an der Romaine. Nachbarorte von Greucourt sind Fresne-Saint-Mamès im Norden, Vezet im Osten sowie La Vernotte und Saint-Gand im Süden.

## Geschichte
Im Mittelalter gehörte Greucourt zur Freigrafschaft Burgund und darin zum Gebiet des Bailliage d’Amont. Die lokale Herrschaft hatten die Herren von Vezet inne. Zusammen mit der Franche-Comté gelangte Greucourt mit dem Frieden von Nimwegen 1678 definitiv an Frankreich. Im Weiler Estravaux, der bereits 1242 urkundlich belegt ist, bestand im 19. Jahrhundert in Hochofen.
Mit Wirkung vom 15. Dezember 2015 wurden die früheren Gemeinden Greucourt, Le Pont-de-Planches und Vezet zur Commune nouvelle La Romaine fusioniert. Die Gemeinde Greucourt gehörte zum Arrondissement Vesoul.

## Sehenswürdigkeiten
Zu den Sehenswürdigkeiten von Greucourt zählen die Statue des Heiligen Antonius (18. Jahrhundert) und ein Lavoir (19. Jahrhundert), das einst als Brunnen, Waschhaus und Viehtränke diente.

## Bevölkerung
| Bevölkerungsentwicklung | Bevölkerungsentwicklung |
| Jahr                    | Einwohner               |
| ----------------------- | ----------------------- |
| 1962                    | 136                     |
| 1968                    | 104                     |
| 1975                    | 115                     |
| 1982                    | 102                     |
| 1990                    | 94                      |
| 1999                    | 61                      |

Nachdem die Einwohnerzahl in der ersten Hälfte des 20. Jahrhunderts stets im Bereich zwischen 100 und 130 Personen gelegen hatte, wurde seit Beginn der 1960er Jahre eine Bevölkerungsabnahme verzeichnet.

## Wirtschaft und Infrastruktur
Greucourt war bis weit ins 20. Jahrhundert hinein ein vorwiegend durch die Landwirtschaft (Ackerbau, Obstbau und Viehzucht) geprägtes Dorf. Außerhalb des primären Sektors gibt es nur wenige Arbeitsplätze im Dorf. Einige Erwerbstätige sind auch Wegpendler, die in den größeren Ortschaften der Umgebung ihrer Arbeit nachgehen.
Der Ort liegt abseits der größeren Durchgangsachsen an einer Departementsstraße, die von Fresne-Saint-Mamès nach La Chapelle-Saint-Quillain führt. Weitere Straßenverbindungen bestehen mit Les Bâties, Vezet und Vaudey.